# Enzo Battaglia
Enzo Battaglia (Ragusa, 28 ottobre 1935 – Catania, 20 giugno 1987) è stato un regista e sceneggiatore italiano.

## Biografia
Dopo il diploma al Centro sperimentale di cinematografia divenne per alcuni anni assistente dei registi Pietro Germi e Francesco Rosi in film come Divorzio all'italiana; esordì come regista nel 1963 dirigendo il lungometraggio Gli arcangeli seguito da un documentario su Omar Sívori, Idoli controluce (1966), che ebbe però scarso successo.
Dal 1963 al 1975 diresse sette film dei quali uno, Happy End nero, girato contemporaneamente a Fermi tutti! È una rapina, rimase poi inedito fino al 2009. Scrisse anche soggetti per film diretti da altri come ad esempio Una voglia da morire (1965) diretto da Duccio Tessari che venne sequestrato per oscenità e che gli procurò un'accusa in concorso con il regista, lo sceneggiatore Lorenzo Gicca Palli e il produttore Sergio Sabini; vennero tutti condannati in primo grado ma poi assolti in appello.
Nel 2009 il Costaiblea Filmfestival realizza una retrospettiva dal titolo Omaggio a Enzo Battaglia.

## Filmografia

### Regia
- Le mani tese - cortometraggio (1960)
- Che farai quest'estate? - mediometraggio (1961)
- Battaglie di carta - cortometraggio (1963)
- Primo episodio del film La vita provvisoria (1963)
- Gli arcangeli (1963)
- Idoli controluce (1965)
- Play Boy (1967)
- Addio, Alexandra (1969)
- Happy End nero - inedito fino al 2009 (1974)
- Fermi tutti! È una rapina (1975)

### Sceneggiatura
- Le mani tese, regia di Enzo Battaglia - cortometraggio (1960)
- Che farai quest'estate?, regia di Enzo Battaglia - mediometraggio (1961)
- Primo episodio del film La vita provvisoria, regia di Enzo Battaglia (1963)
- Gli arcangeli, regia di Enzo Battaglia (1963)
- Idoli controluce, regia di Enzo Battaglia (1965)
- Play Boy, regia di Enzo Battaglia (1967)
- Due croci a Danger Pass, regia di Rafael Romero Marchent (1967)
- Addio, Alexandra, regia di Enzo Battaglia (1969)
- Fermi tutti! È una rapina, regia di Enzo Battaglia (1975)

### Soggetto
- Primo episodio del film La vita provvisoria, regia di Enzo Battaglia (1963)
- Gli arcangeli, regia di Enzo Battaglia (1963)
- Una voglia da morire, regia di Duccio Tessari (1965)
- Play Boy, regia di Enzo Battaglia (1967)
- Due croci a Danger Pass, regia di Rafael Romero Marchent (1967)
- Addio, Alexandra, regia di Enzo Battaglia (1969)